# 韦科·拉赫蒂
韦科·拉赫蒂（芬蘭語：Veikko Lahti，1926年12月7日—2014年7月28日），芬兰男子摔跤运动员。他曾代表芬兰参加世界摔跤锦标赛，获得一枚银牌。他也曾参加1952年和1956年夏季奥运会。